# Лазутова, Ангелина Викторовна
Ангелина Викторовна Лазутова (29 октября 2000, Владикавказ) — российская футболистка, центральная полузащитница.

## Биография
Воспитанница клуба СКГМИ (Владикавказ), занималась футболом с 13-ти лет, первый тренер — Гиви Тиникашвили. В середине 2010-х годов перешла в молодёжный состав краснодарской «Кубаночки». В составе сборной Краснодарского края — серебряный призёр Спартакиады молодёжи России (2018), стала автором победного гола в полуфинале турнира. В составе «Кубаночки-М» несколько лет выступала в соревнованиях первого дивизиона России.
Дебютировала в высшей лиге России 25 июня 2019 года в матче против «Енисея», заменив на 90-й минуте Карину Самойленко. Всего за сезон сыграла 3 матча, а её команда стала бронзовым призёром чемпионата. С 2020 года представляла ЖФК «Краснодар», в 2020 году сыграла 3 матча, в 2021 году — ни одного, и в ходе сезона была отзаявлена. Также выступала за дубль «Краснодара».
В составе студенческой сборной России стала бронзовым призёром летней Универсиады 2019 года, но во всех матчах оставалась в запасе.